# Ligue des droits du religieux ancien combattant
 (septembre 2021).
La Ligue des droits du religieux ancien combattant est une association créée en 1924 dans le but d’obtenir « la reconnaissance des libertés individuelles des religieux anciens combattants et de leurs droits civiques rendus plus incontestables que jamais par leur loyalisme au service du pays ».
En 1981, la ligue a changé de dénomination pour se nommer « Défense et renouveau de l’action civique ».

## Historique
L'association a été créée, le 2 août 1924, par Dom François-Josaphat Moreau, moine bénédictin de l’abbaye Saint-Martin de Ligugé, ancien aumônier militaire grièvement blessé et gazé durant la première guerre mondiale. Il est rejoint dans les semaines qui suivent par de nombreux religieux et civils dont Jacques Péricard qui prend la tête de la ligue.
En effet, la France avait voté en 1901 et 1904 des lois antireligieuses. Celle du 1er juillet 1901 sur les associations introduisait une exception pour les congrégations en les contraignant à obtenir une autorisation législative au lieu de faire une simple déclaration en préfecture. Les membres d’une congrégation non autorisée étaient interdits d’enseignement. La loi du 7 juillet 1904 interdisait l’enseignement à tous les religieux. Deux mille cinq cents écoles devaient fermer, les biens des congrégations furent séquestrés et environ trente mille moines ou sœurs contraints à l'exil. 
Le 2 août 1914, au lendemain de la déclaration de mobilisation générale, ces lois anti-congréganistes furent suspendues par une circulaire du ministre de l’Intérieur, Louis Malvy. Les 9 323 religieux revenus d’exil furent mobilisés : 1 237 d’entre eux ont été blessés et 1 571 tués dans les combats.
Moins de six ans après la fin de la guerre, le nouveau président du Conseil, Édouard Herriot, annonce le 2 juin 1924 son intention de relancer l’expulsion des congrégations, de supprimer l’ambassade auprès du Saint-Siège et d’appliquer la loi de séparation des Églises et de l'État à l’Alsace et à la Moselle.
En réponse à ces mesures, deux mois plus tard, la ligue est fondée et, en octobre, Paul Doncœur publie une lettre ouverte à Herriot « Pour l’honneur de la France, nous ne partirons pas ! ».
En mars 1925, l'Assemblée des cardinaux et archevêques de France publie la Déclaration sur les lois dites de laïcité et les mesures à prendre pour les combattre qui condamne la laïcisation de la société française et enjoint aux catholiques de s'y opposer, légitimant par là l'action de défense religieuse de la Ligue.
Finalement, aucun religieux ne va quitter le territoire français et Herriot renonce à ses intentions. Ces lois ne seront abolies que durant la seconde guerre mondiale : le 3 septembre 1940, l’État français promulgue une loi levant les interdictions frappant les congrégations. Ce texte reprend un projet préparé à la fin de la IIIe République. 
Cette loi est maintenue à la Libération.

## Évolution
En 1981, la ligue change de dénomination pour se nommer « Défense et renouveau de l’action civique » . Elle se fixe un objectif nouveau, remettre à l’honneur les fondements spirituels, moraux et civiques de la civilisation chrétienne : honneur et fidélité, souci de la vérité et de la justice, respect de la dignité de la personne et des lois naturelles, courage et dépassement de soi, humilité et générosité.